# ROCK'N'ROLL IS MY FRIEND
『ROCK'N'ROLL IS MY FRIEND』（ロックンロール・イズ・マイ・フレンド）は織田哲郎とFENCE OF DEFENSEによるF.O.D.Aの配信アルバム。

## 概要
FENCE OF DEFENSEのデビュー25周年を迎えたことにあたって織田とコラボレートをした。後に、織田はキングレコードから発売されたアルバム「W FACE」でソロとしてリテイクをした。この場合のタイトルは「R&R IS MY FRIEND」になっている。

## 収録曲
1. ROCK'N'ROLL IS MY FRIEND
作詞・作曲・編曲：織田哲郎

## レコーディング参加
- 織田哲郎 - ボーカル
- 北島健二 -　ギター
- 西村麻聡 - ベース
- 山田亘 - ドラム